# Tonefilm
Tonefilm eller talefilm er en filmtype med et synkroniseret lydspor, i modsætning til stumfilm.
De først kendte offentlige fremvisninger af tonefilm fandt sted i Paris i 1900, men der skulle gå årtier, før stabile synkroniseringer af film blev kommercielt bæredygtige.
Første film, som blev vist med stabil lyd og synkronisering, var en kortfilm vist i New York i 1923. 
Først i 1927 blev den første film af fuld længde frigivet. Filmens navn var The Jazz Singer.
Den første aldeles danskproducerede tonefilm i spillefilmlængde var Præsten i Vejlby fra 1931. Den norske film Eskimo fra 1930 er dog produceret i Danmark med bl.a. danske George Schneevoigt som instruktør. Der var dog allerede fra 1923 produceret korte talefilm i Danmark.

## Ekstern henvisning
- Tonefilmens historie (engelsk)

| Film | Spire Denne filmartikel er en spire som bør udbygges. Du er velkommen til at hjælpe Wikipedia ved at udvide den. |